# Ellen Sell

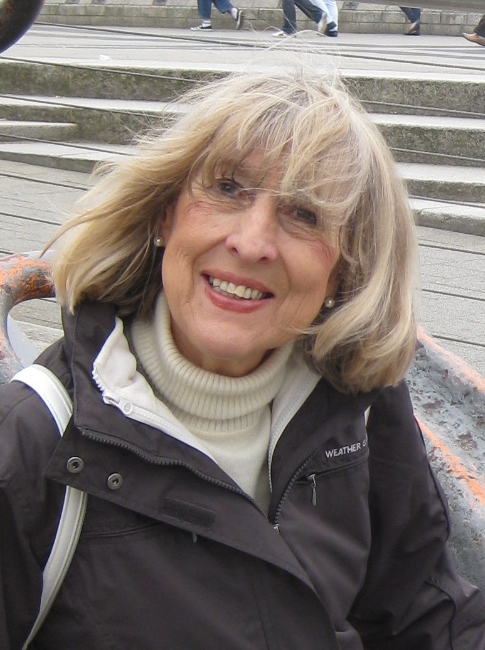
Ellen Sell

Ellen Sell (* 1938 in Hamburg) ist eine deutsche Autorin.

## Biographie
Ellen Sell wuchs mit ihrem Bruder ohne den Vater, der 1943 in Russland gefallen war, im zerbombten Hamburg der Kriegs- und Nachkriegszeit auf. Da die Mutter ihr kein Studium ermöglichen konnte, wurde sie nicht Lehrerin, sondern Industriekauffrau. Bis zu ihrer Heirat war sie im In- und Exportgeschäft tätig und bildete Lehrlinge aus. Erst nachdem ihre zwei eigenen Kinder das Elternhaus verlassen hatten, begann sie Kinderbücher und Kurzprosa für Jugendliche und Erwachsene zu veröffentlichen.
Sie ist Mitglied im Literaturzentrums e.V. im Literaturhaus Hamburg und in der Hamburger Autorenvereinigung (HAV). In der AV war sie im Vorstand tätig und befindet sich im Verzeichnis Autoren und Autorinnen an Hamburger Schulen. Seit dem 1. Januar 2014 ist sie Mitglied der Gemeinschaft der Künstlerinnen und Kunstfreunde e.V (GEDOK) in Hamburg.

## Kinderbücher
- Fleurie, die Labradorhündin. 1993, ISBN 3-7709-0791-4.
- Fleurie & Jorass. 1994, ISBN 3-7709-0825-2.
- Yvonne Stachelbeere. 1997, ISBN 3-7709-0996-8.
- Kater Pfennig rabenschwarz. 2000, ISBN 3-7709-3002-9.
- Pauline Knabberschreck. 2009, ISBN 978-3-8370-3945-0.
- Filippo das Glühwürmchen. 2012, ISBN 978-3-934411-64-7.
- Das geheimnisvolle Efeuschloss. 2013, ISBN 978-3-942229-90-6.
- SIWA – ein Kätzchen im Heu. 2013, ISBN 978-3-942229-98-2.
- Ich bin ein Gnufii und heiße Lu. 2014, ISBN 978-3-95720-028-0.
- Ohne Hund? Geht gar nicht! 2018, ISBN 978-3-95720-203-1.

## Radiosendungen
In einer Sendung des Hessischen Rundfunks wurde 2002 aus „Kater Pfennig rabenschwarz“ rezitiert. 2007 empfahl der Deutschlandfunk das Buch.

## Kurzprosa in Anthologien
- Das Hühnerspiel. In: Rosemarie Fiedler-Winter (Hrsg.): Kindertage. 1994, ISBN 3-7844-2480-5.
- Viola & Marie. In: Rosemarie Fiedler-Winter (Hrsg.): In aller Freundschaft. 1997, ISBN 3-7844-2710-3.
- Herta Sorge. In: Rosemarie Fiedler-Winter (Hrsg.): ..denk ich an Hamburg. 2004, ISBN 3-7844-2968-8.
- Es geschah auf einer Insel. In: Gino Leineweber (Hrsg.): Meere. 2007, ISBN 978-3-7844-3083-6.
- Kriegskinder. In: Emina Kamber, Uwe Friesel (Hrsg.): …und Bosnien nicht zu vergessen. 2008, ISBN 978-3-939407-89-8.
- Herta Sorge. In: Claudia Schnurmann (Hrsg.): Clio in Hamburg. Historisches Seminar der Universität Hamburg, 2010, ISBN 978-3-643-10746-6.
- Zuflucht im Stadtpark aus der Kurzgeschichte „Rhododendren“ In: Rolf von Bockel, Peter Schütt (Hrsg.): ...und am siebten Tag schuf Hammonia den Stadtpark... Geschichte(n)aus 100 Jahren Hamburger Stadtpark. 2013, ISBN 978-3-932696-89-3.
- Ein bosnisches Wunder. In: Emina Cabaravdic-Kamber (Hrsg.): Schaut her nach Bosnien – Unser Leben – Jahre nach dem Ende des Krieges". Dokumentation über Jugendprojekte in Bosnien Herzegowina. 2014, ISBN 978-3-934411-72-2.
- Rhododendren. In: Rolf von Bockel, Peter Schütt (Hrsg.):  Stadtpark mon amour Nicht nur Romanzen aus dem Hamburger Stadtpark 2015, ISBN 978-3-95675-002-1.
- Un final feliz – ein glückliches Ende? und Lucy & Dex. In: net-Verlag Maria Weise (Hrsg.): Das Mädchen mit dem roten Koffer und andere unglaublichen Geschichten. 2015, ISBN 978-3-95720-123-2.
- Ratna djeca In: Emina Cabaravdic-Kamber, Uwe Friesel (Priredivaci): ...i da se Bosna ne zaboravi. 2014, ISBN 978-9958-12-213-2.
- Un final feliz – ein glückliches Ende?  In: net-Verlag Maria Weise (Hrsg.): Geschichten die wir erzählen – 10 Jahre net-Verlag 2019, ISBN 978-3-95720-261-1.